# Jagger/Richards
Jagger/Richards er et sangskrivningsteam, der består af Mick Jagger og Keith Richards fra The Rolling Stones. De har sammen skrevet i mere end 60 år. Partnerskabet mellem de to bliver ofte sammenlignet med John Lennon og Paul McCartney (Lennon/McCartney) fra The Beatles.

## Historie
Jagger og Richards første sang som de skrev selv som team var: ”"As Tears Go By"”. Keith Richards omkring begyndelsen på dette:
| Citat | Så hvad Andrew Loog Oldham gjorde var at låse os inde i køkkenet om natten, og sige: ”Kom ikke ud før I har skrevet en sang”. Vi sad rundt omkring, og kom ud med "As Tears Go By". Det underligste var at Andrew havde fundet Marianne Faithfull kort før, og han gav den til hende, og det blev et hit. Vi var allerede sangskrivere! Men det tog resten af året før vi turde skrive noget til The Stones . | Citat |
|       | |       |

Til trods for dette var den første originale Jagger/Richards sang, der blev udgivet som single af The Stones:” Tell Me (You're Coming Back)” fra albummet  England's Newest Hitmakers. Den blev nummer 24. på den amerikanske charts. 
Bemærkelsesværdig er dog at de fleste af Jagger/Richards sangene skrevet sammen med medsangskriver. Nogle af sangene er krediteret det berømte partnerskab, men er originalt skrevet solo fra enten Jagger (f.eks. ”Brown Sugar”) eller Richards (f.eks. ”Happy”).

## Andre kilder
Jagger/Richards har delt med nogle få andre. Blandt dem er:
- Andrew Loog Oldham: "As Tears Go By"
- Marianne Faithfull: "Sister Morphine"
- Tidligere Stones guitarist Mick Taylor: "Ventilator Blues"
- Stones guitarist Ron Wood: "Dance (Pt. 1)", "If I Was A Dancer (Dance Pt. 2)", "Everything Is Turning to Gold", "Black Limousine", "No Use in Crying", "Pretty Beat Up", "One Hit (to the Body)", "Fight", "Dirty Work", "Had It With You". Han er krediteret som "Inspiration af Ron Wood" på "Hey Negrita"
- Billy Preston er krediteret som "Inspiration af Billy Preston" på "Melody"
- Keyboard spiller Chuck Leavell: "Back to Zero"
- Musikant Steve Jordan: "Almost Hear You Sigh"
- k.d. lang og Ben Mink: "Anybody Seen My Baby?" 
  - Lang og Mink var ikke medsangskriver; de blev krediteret kort før udgivelsen fordi Richards datter informerede ham om, at der var en stærk lighed til "Constant Craving", et hit fra 1992 albummet Ingénue.
- Musikant Pierre de Beauport: "Thief in the Night"

Det er kendt at Taylor forlod bandet fordi han ikke fik anerkendelse for sit arbejde til bandet. For eksempel til sangen "Winter", fra 1973 albummer Goats Head Soup, og både "Sway" og "Moonlight Mile", fra 1971 albummet Sticky Fingers, menes begge at være Jagger/Taylor sange.
The Verves hit single “Bitter Sweet Symphony” indeholdt en sampling fra Rolling Stones “The Last Time”. Efter at sangen blev et hit blev The Verve sagsøgt af Allen Klein, der ejede copyrights til de Stones sange før 1970erne. Klein hævdede at The Verve havde brudt deres aftale, da de angiveligt havde brudt mere end aftalt. Bandet gav Klein alle rigtighederne til sangen. De blev derefter sagsøgt af Oldham, der hævdede at han ejede samplingerne . “Bittersweet Symphony” blev nomineret til en Grammy i Bedste Sang kategori, som ærede sangskriverne. På grund af problemerne blev Grammyen ændret så den i stedet gik til “Mick Jagger and Keith Richards.”

## Liste over sange
Dette er de Jagger/Richards sange som er blevet udgivet som en Rolling Stones single, enten som A-side eller B-side.
| - "2000 Light Years from Home" - "19th Nervous Breakdown" - "All Down the Line" - "All the Way Down" - "Angie" - "Beast of Burden" - "Bitch" - "Break the Spell" - "Brown Sugar" - "Child of the Moon" - "Congradulations" - "Cook Cook Blues" - "Crazy Mama" - "Dance Little Sister" - "Dancing With Mr. D" - "Dandelion " - "Don't Stop" - "Doo Doo Doo Doo Doo (Heartbreaker)" - "Down in the Hole" - "Emotional Rescue" - "Fancy Man Blues" - "Far Away Eyes" - "Fool to Cry" - "Gimme Shelter" - "Good Times, Bad Times" - "Get Off of My Cloud" - "Gotta Get Away" - "Hang Fire" - "Highwire" - "Honky Tonk Women" - "Happy" | - "Have You Seen Your Mother, Baby, Standing in the Shadow?" - "Heart of Stone" - "Hot Stuff" - "(I Can't Get No) Satisfaction" - "I Go Wild" - "I Think I'm Going Mad" - "I'm Free" - "I'm Gonna Drive" - "It's Only Rock 'n' Roll (But I Like It)" - "Jiving Sister Fanny" - "Jump On Top of Me" - "Jumpin' Jack Flash" - "Lady Jane" - "The Lantern" - "The Last Time" - "Let's Spend the Night Together" - "Love Is Strong" - "Miss You" - "Mixed Emotions" - "Mother's Little Helper" - "No Expectations" - "Off the Hook" - "Out of Control" - "Out of Tears" - "Out Of Time" - "Paint It, Black" - "Play with Fire" - "Respectable" - "Rock and a Hard Place" - "Rough Justice" - "Ruby Tuesday" | - "Sad Day" - "Saint of Me" - "Send It to Me" - "Shattered" - "She's a Rainbow" - "She's So Cold" - "She Was Hot" - "Silver Train" - "Start Me Up" - "Street Fighting Man" - "Streets of Love" - "Stupid Girl" - "Surprise, Surprise" - "Sway" - "Sweet Black Angel" - "Sympathy for the Devil" - "Tell Me (You're Coming Back)" - "Terrifying" - "The Storm" - "Through the Lonely Nights" - "Try A Little Harder" - "Tumbling Dice" - "Undercover of the Night" - "Waiting on a Friend" - "We Love You" - "What a Shame" - "When the Whip Comes Down" - "Wish I'd Never Met You" - "Who's Driving Your Plane?" - "Wild Horses" - "You Can't Always Get What You Want" - "You Got Me Rocking" |

## Eksterne kilder og henvisninger
- http://www.timeisonourside.com/songwriting.html
- http://www.uncut.co.uk/music/the_rolling_stones/special_features/8652 Arkiveret 21. november 2005 hos  Wayback Machine

### Fodnote
1. ↑  Keith Richards 1989
2. ↑  "VH1.com : The Verve : The Verve Sued Again Over 'Bitter Sweet Symphony' – Rhapsody Music Downloads". Arkiveret fra originalen 1. oktober 2007. Hentet 8. september 2007.
3. ↑  faktisk en Wood/Jagger, men skrevet som Jagger/Richards
4. ↑  faktisk en Jones/Richards, men skrevet som Jagger/Richards